# Corticium ionides
Corticium ionides är en svampart som tillhör divisionen basidiesvampar, och som beskrevs av Bres.. Corticium ionides ingår i släktet Corticium, och familjen Corticiaceae. Arten är reproducerande i Sverige.